# Atoma
Atoma – jedenasty studyjny album szwedzkiego zespołu melodic deathmetalowego Dark Tranquillity, wydany 4 listopada 2016 roku przez wytwórnię płytową Century Media Records.

## Lista utworów
Opracowano na podstawie materiału źródłowego.
| Atoma | Atoma                    | Atoma   |
| Nr    | Tytuł utworu             | Długość |
| ----- | ------------------------ | ------- |
| 1.    | „Encircled”              | 03:32   |
| 2.    | „Atoma”                  | 04:19   |
| 3.    | „Forward Momentum”       | 03:40   |
| 4.    | „Neutrality”             | 04:17   |
| 5.    | „Force of Hand”          | 04:22   |
| 6.    | „Faithless by Default”   | 04:31   |
| 7.    | „The Pitiless”           | 04:08   |
| 8.    | „Our Proof of Life”      | 04:22   |
| 9.    | „Clearing Skies”         | 03:33   |
| 10.   | „When the World Screams” | 03:57   |
| 11.   | „Merciless Fate”         | 04:22   |
| 12.   | „Caves and Embers”       | 04:30   |
|       |                          | 49:33   |

## Twórcy
Opracowano na podstawie materiału źródłowego.
Zespół Dark Tranquillity w składzie
- Anders Jivarp - perkusja
- Niklas Sundin - gitara
- Mikael Stanne - wokal
- Martin Brändström - instrumenty klawiszowe
- Anders Iwers - gitara basowa